# Jurassic World
Jurassic World (bra: Jurassic World: O Mundo dos Dinossauros; prt: Mundo Jurássico) é um filme estadunidense de 2015, dos gêneros ação, aventura e ficção científica, dirigido por Colin Trevorrow, com roteiro dele, Derek Connolly, Rick Jaffa e Amanda Silver  baseado nos personagens criados por Michael Crichton.
A produção ficou por conta de Steven Spielberg, Patrick Crowley, Frank Marshall e Thomas Tull. O roteiro original foi escrito por Rick Jaffa e Amanda Silver. Posteriormente, foi reescrito por Colin Trevorrow e Derek Connolly. É o quarto filme da franquia Jurassic Park, produzido pela Universal Pictures em parceria com a Amblin Entertainment e com a Legendary Pictures. O longa-metragem contou com efeitos especiais desenvolvidos pela Industrial Light & Magic (CGI) e pela Legacy FX (animatrônicos).[carece de fontes?]
Inicialmente, o lançamento de Jurassic World estava previsto para junho de 2014, mas foi adiado em um ano para que, segundo a Universal, "fosse feita a melhor versão possível do quarto filme". Jurassic World tem a ilha Nublar como plano de fundo, mesmo cenário do primeiro filme, cerca de 20 anos depois. Nos dias atuais, o parque está aberto. O Jurassic World é um parque de sucesso mas, depois de atingir a marca de 11 milhões de visitantes, começa a perder público. Então os cientistas do parque decidem criar uma nova atração, buscando atrair maior público. Mas as coisas dão errado e, com a "nova atração" à solta, os visitantes terão que correr para sobreviver.
As filmagens ocorreram entre abril e setembro de 2014 em Honolulu, Kauai, Oahu, e Nova Orleans com câmeras 3D, tendo seu lançamento em 10 de junho de 2015 em Portugal e no dia seguinte no Brasil. Estreou nos Estados Unidos em 12 de junho de 2015. Jurassic World tornou-se a estreia de maior bilheteria da história do cinema, arrecadando US$ 524 milhões no primeiro final de semana, mas sendo ultrapassado seis meses depois por Star Wars: The Force Awakens, que arrecadou US$ 529 milhões. Arrecadando perto de US$ 1,6 bilhões de dólares em bilheteria no total, se tornou o terceiro maior sucesso de bilheteria de todos os tempos no período que esteve nos cinemas, sendo ainda o segundo filme mais lucrativo de 2015 e o maior sucesso financeiro da franquia.

## Sinopse
Um dinossauro geneticamente modificado no Parque dos Dinossauros põe em risco toda a segurança da ilha Nublar, que recebe 10 milhões de visitantes todos os anos para o parque temático e naquele dia especial é visitado pelos sobrinhos da administradora, Claire.

## Elenco
| Personagem           | Ator/Atriz          |
| -------------------- | ------------------- |
| Owen Grady           | Chris Pratt         |
| Claire Dearing       | Bryce Dallas Howard |
| Gray Mitchell        | Ty Simpkins         |
| Zach Mitchell        | Nick Robinson       |
| Simon Masrani        | Irrfan Khan         |
| Dr. Henry Wu         | B.D. Wong           |
| Vic Hoskins          | Vincent D'Onofrio   |
| Zara Young           | Katie McGrath       |
| Barry                | Omar Sy             |
| Lowery Cruthers      | Jake Johnson        |
| Vivian Krill         | Lauren Lapkus       |
| Katashi Hamada       | Brian Tee           |
| Karen Mitchell       | Judy Greer          |
| Scott Mitchell       | Andy Buckley        |
| Namorada de Zach     | Kelly Washington    |
| Empreiteiro da InGen | Michael Papajohn    |
| Jimmy Fallon         | Ele mesmo           |

### Apenas mencionados
| Personagem            | Ator / Atriz         |
| --------------------- | -------------------- |
| John Hammond          | Richard Attenborough |
| Alec, o noivo de Zara | N/D                  |
| Namorado de Vivian    | N/D                  |

### Dinossauros
Indominus Rex
O principal antagonista do filme. É um híbrido criado geneticamente pelos laboratórios InGen como uma nova atração para o parque. É altamente inteligente, devido ao D.N.A. de Raptor. O genoma de base é o de um T. Rex, porém também há D.N.A. de Carnotauro, Lula e Sapo.[carece de fontes?]
Velociraptores
São treinados por Owen Grady durante o filme. Diferente de como são retratados no filme, o animal original tinha penas e era bem menor, mais ou menos o tamanho de um cachorro grande e sua cauda era extremamente comprida. Cabe frisar que os Velociraptores do filme são clones geneticamente modificados, não sendo uma representação fiel dos Velociraptores reais do período Cretáceo.
Tiranossauro Rex
Aparece no final do filme lutando contra a Indominus juntamente com Blue. Foi confirmado pelos diretores que essa Tiranossauro é a mesma do primeiro filme (Jurassic Park). Hoje se sabe que os Tiranossauros do período Cretáceo (o animal original) possuía pele escamosa com possíveis penas esparsas e que tinha mandíbulas labiadas (ou seja a boca do Tiranossauro era mais como a de um lagarto do que a de um crocodilo). O clone da InGen possui uma boca com dentes a mostra (como a mandíbula de um crocodilo).
Mosassauro
É o típico personagem "que rouba a cena". É visto no início do filme ao comer um Tubarão-branco, no meio quando come Zara e um Pterossauro, e no final ao participar na luta da T. Rex e da raptor contra a Indominus Rex. Este espécime, um clone geneticamente modificado criado por humanos, é anormalmente grande comparado aos fósseis reais (os Mosassauros originais).
Pteranodontes, Dimorfodontes e Quetzalcoatlus
Aparecem na cena em que o globo do Aviário é quebrado. Os Pteranodontes atacam e sequestram os visitantes, os Dimorfodontes tentam matar Owen Grady e os visitantes e o Quetzalcoatlus cai morto na frente de Gray e Zach. Esses répteis voadores na realidade não poderiam carregar humanos, nem os maiores. Também não atacariam humanos pois comiam apenas pequenas presas e peixes.
Anquilossauros
Quando estavam na Girosfera no Vale, Zach e Gray viram uma abertura na cerca do perímetro e entraram onde viram vários Anquilossauros. Enquanto estavam lá, a Indominus Rex os atacou. Os Anquilossauros correram para evitar a luta, atingindo a Girosfera em seu caminho. Apesar de lutar e até mesmo bater no rosto da Indominus, o Anquilossauro foi vencido e devorado.
Apatossauros
A Indominus Rex atacou seis Apatossauros durante sua fúria, matando cinco e ferindo um mortalmente. Owen Grady e Claire Dearing encontraram esses Apatossauros e consolaram o dinossauro ferido, estabelecendo-a quando ela tentou se levantar, sobre a qual ela morreu pacificamente. A morte de uma criatura tão inofensiva e dócil causou muita tristeza a Claire, que logo após descobriu os cinco mortos. A descoberta desses Apatossauros fez Owen perceber que a Indominus estava caçando por esporte.
Tricerátopos
A InGen criou novos clones de Triceratops para o Jurassic World na Ilha Nublar. Esses clones eram idênticos aos clones de pele marrom que foram criados. Eles eram um pouco mais sociais do que o recreio anterior, gostavam de ser arranhados sob seus enfeites e ter sua foto tirada. No entanto, como os antigos clones, eles ainda tinham dificuldade em discernir o que era comestível para eles, pelo menos quando eram jovens.  Os adultos viviam no Gyrosphere e no auto-intitulado Território Triceratops, os juvenis, ou pelo menos alguns dos juvenis. Alguns dos juvenis viviam no Gentle Giants Petting Zoo, onde podiam ser acariciados e até mesmo montados por crianças humanas. Quando os Pterossauros atacaram o Gentle Giants Petting Zoo, um jovem Triceratops foi atacado. O Pteranodonte que o atacou não aguentou o peso do bebê Triceratops e o soltou.
Parassaurolofos
A InGen recriou os Parassaurolofos de maneira diferente dos antes vistos no Jurassic Park, desta vez vieram maiores e alguns com a pele em tons de marrom e vermelho, e outros com tons de azul. Ficavam com os outros animais no Gyrosphere e os filhotes no Gentle Giants Petting Zoo; é possível vê-los correndo e batendo cabeças no momento em que Gray e Zach estão na girosfera.

## Dublagem brasileira
- Estúdio de dublagem: Delart[24]
- Direção de Dublagem: Manolo Rey[24]
- Cliente: Universal[24]
- Tradução: Manolo Rey[24]
- Técnico(s) de Gravação: Rodrigo Oliveira[24]

Elenco
- Claire: Sylvia Salustti[24]
- Owen: Raphael Rossatto[24]
- Gray: Arthur Salerno[24]
- Zach: Charles Emmanuel[24]
- Hoskins: Guilherme Briggs[24]
- Masrani: Hercules Franco[24]
- Lowery: Fernando Caruso[24]
- Barry: Ronaldo Júlio[24]
- Scott: Reginaldo Primo[24]
- Dr. Wu: Duda Espinoza[24]
- Zara: Sabrina Miragaia[24]
- Karen: Guilene Conte[24]
- Vivian: Christiane Monteiro[24]

## Desenvolvimento

### 2002–2007: Somente especulações
Em junho de 2002, o diretor Steven Spielberg, em entrevista à revista Starlog disse que planejava produzir Jurassic Park 4 e que o diretor de Jurassic Park III, Joe Johnston, poderia dirigi-lo. Em novembro de 2002, o roteirista William Monahan foi contratado para escrever o roteiro, com o lançamento do filme previsto para o verão de 2005. Em julho de 2003, Monahan completou o primeiro rascunho, e a história não era definida na selva. O ator Sam Neill disse que estava retornando como Alan Grant, com as filmagens previstas para começarem em 2004, na Califórnia e no Havaí. Mas em setembro de 2004, o roteirista John Sayles foi contratado para reescrever o roteiro, e assim, o filme foi reprogramado para o fim de 2005.
Em Outubro de 2004, o paleontólogo Jack Horner declarou que voltaria como conselheiro técnico para o quarto filme, assim como ele havia feito nos filmes anteriores de Jurassic Park. Em abril de 2005, o artista de efeitos especiais da série, Stan Winston, explicou que o atraso na produção foi devido a repetidas revisões de roteiro do filme, as quais não agradaram a Spielberg. De acordo com Winston, "Steven não sentiu que eles [rascunhos] estavam equilibrados entre ciência e elementos de aventura. É um compromisso difícil de se alcançar; muita ciência vai fazer o filme muito tagarela, mas muita aventura vai fazê-lo parecer oco." Em março de 2007, Laura Dern foi convidada à retornar como Ellie Sattler para o novo filme, que a Universal queria lançar ainda em 2008. Foi declarado que Joe Johnston não seria o diretor do filme e que Richard Attenborough teria sido contatado para reprisar o papel de John Hammond. Jeff Goldblum também expressou algum interesse em reprisar seu papel de Ian Malcolm no quarto filme. Porém, todos esses rumores não se concretizaram e a produção do filme não recebeu sinal verde da Universal, sendo o projeto atual cancelado.

### 2008–2011: Um novo começo
A partir de 2008, a produção de Jurassic Park 4 foi reiniciada, com todos os rumores anteriores ficando para trás. Em dezembro de 2008, Frank Marshall e Kathleen Kennedy foram perguntados sobre o desenvolvimento da sequela. Kennedy respondeu: "Não... eu não sei. Você sabe, quando Michael Crichton faleceu, nós meio que nos sentimos estranhos, talvez seja isso. Talvez seja um sinal de que nós não devemos mexer com ele [o filme]". Quando Marshall e Kennedy rescindiram o contrato com a Universal Pictures no meio da produção, dizia-se que os dois permaneceriam envolvidos com o estúdio e seus planos para Jurassic Park 4. Em novembro de 2009, Joe Johnston discutiu a possibilidade de Jurassic Park 4, afirmando que a história do filme seria completamente diferente da de seus antecessores e que levaria a uma nova franquia em uma outra trilogia. Numa entrevista de janeiro de 2010, Johnston reiterou que Jurassic Park 4 foi criado para ser o início de uma nova trilogia de Jurassic Park. Ele também acrescentou: "Jurassic Park 4 vai ser diferente de tudo que você já viu".
Em 15 de junho de 2011, foi noticiado que Steven Spielberg havia conversado com o roteirista Mark Protosevich sobre o quarto filme da franquia. Durante uma nova entrevista de Joe Johnston em julho de 2011, ele afirmou que Jurassic World estava sendo discutido e que seria um spin-off da história da primeira trilogia.

## Produção

### Pré-produção
Na San Diego Comic-Con de 2011, Spielberg confirmou na frente de pelo menos 6.000 espectadores que os preparativos para Jurassic Park 4 estavam em andamento, com uma história pronta e um roteiro que estava sendo escrito. Spielberg disse que possivelmente seria lançado "nos próximos dois ou três anos", com um representante da Universal dizendo que 2013 seria o prazo de preferência para a conclusão.
Em janeiro de 2012, Spielberg anunciou que não estaria dirigindo o filme, optando por ser um produtor. Em 21 de junho, foi confirmado que os roteiristas de Planeta dos Macacos: A Origem — Rick Jaffa e Amanda Silver — seriam os roteiristas de Jurassic Park 4. Em julho de 2012, Frank Marshall respondeu a uma pergunta em seu Twitter, em que confirmou que ele estaria produzindo Jurassic Park 4, substituindo sua esposa Kathleen Kennedy, que não pôde repetir sua função exercida nos três filmes anteriores da série, em favor de se concentrar em outro projeto: Star Wars VII.
Em 11 de janeiro de 2013, a Universal Pictures confirmou oficialmente que Jurassic Park 4 teria a data de lançamento marcada para 13 de junho de 2014. Em 14 de março, foi anunciado oficialmente que Colin Trevorrow seria o diretor do novo filme, e que ele havia sido anexado ao projeto em junho de 2012. Em 20 de março, acabando com diversos rumores, Trevorrow afirmou que não haveria dinossauros com penas no quarto filme. Em abril de 2013, Jack Horner declarou que Jurassic Park 4 teria um novo dinossauro, descrito por ele como "aterrorizante".
Em 8 de maio de 2013, em comunicado oficial, a Universal Pictures adiou o lançamento de Jurassic Park 4, dizendo:
"Em acordo com os cineastas, a Universal decidiu lançar 'Jurassic Park 4' em uma data posterior, dando o estúdio, tempo adequado aos cineastas para levarem ao público a melhor versão possível da quarta parte da amada franquia da Universal. Nós não poderíamos estar mais animados com a visão que Colin Trevorrow criou para este filme, e estamos ansiosos para ver como ele e os produtores, criarão outro grande capítulo da história contada nesta franquia."
Em 14 de junho de 2013, o site britânico Dan of Geek anunciou que algumas fontes ligadas à JP4 disseram que o filme seria lançado somente em 2015. Em 18 de junho, essa informação foi confirmada na feira Licensing Expo 2013, realizada em Las Vegas, onde um grande banner do filme era exibido com o ano de 2015 abaixo do logo do filme.
Em 10 de setembro de 2013, a Universal Pictures anunciou, na conta oficial no Facebook da franquia, o título oficial do filme — Jurassic World —, com o primeiro logo oficial sendo divulgado.[carece de fontes?] Um dia depois, Colin Trevorrow anunciou o retorno de Phil Tippett, o supervisor de dinossauros do primeiro filme, a mesma função em Jurassic World.
Em 14 de outubro de 2013, o site estadunidense Deadline relatou que o ator mirim Ty Simpkins (conhecido por Homem de Ferro 3 e Insidious) havia sido confirmado como um dos protagonistas do longa, e que havia rumores de que Jake Johnson (que trabalhou com o diretor Colin Trevorrow em Sem Segurança Nenhuma) estaria em negociações para um papel no filme também. No dia seguinte, o The Hollywood Reporter confirmou Nick Robinson no elenco, no papel de irmão mais velho de Simpkins. Três dias depois, no dia 18 de outubro, o site divulgou que Josh Brolin (conhecido por Homens de Preto 3) também estava cotado para se juntar à Nick e Ty no elenco principal do filme.
Em 25 de outubro de 2013, o diretor Trevorrow disse em seu Twitter que o editor de arte Rick Carter (que trabalhou nos dois primeiros filmes da franquia) havia concluído seus trabalhos na pré-produção do filme, apenas aconselhando o diretor no filme. Posteriormente, em novembro, uma senadora do estado do Havaí postou uma foto em seu Twitter junto com Steven Spielberg, na qual ela diz que estão preparando as filmagens do filme, que ocorreriam no estado. Em dezembro, Tippett anunciou em sua página no Facebook que os efeitos especiais do filme seriam produzidos pela Industrial Light & Magic (que exerceu a mesma função nos três filmes anteriores da franquia).[carece de fontes?]
Em 6 de novembro de 2013, foi divulgada uma entrevista de Bryce Dallas Howard com o jornal USA Today, onde a atriz confirma sua participação em Jurassic World. No dia 14 do mesmo mês, foi divulgado que Chris Pratt estava em negociações para ser um dos protagonistas do filme, e que também Irrfan Khan estaria negociando. Posteriormente, Pratt, em entrevista ao The Advertiser, confirmou seu envolvimento no filme dizendo: "O que eu sei é que eu quero fazer esse papel e sei que o diretor quer que eu o faça. Agora é só uma questão de se reunir e fazer a coisa dar certo"
Em 5 de fevereiro de 2014, o diretor Colin Trevorrow anunciou que o diretor de fotografia do filme seria John Schwartzman e que seriam utilizadas câmeras 35 e 65mm. Mais tarde no mesmo mês, o ator Vincent D'Onofrio foi contratado para interpretar o principal antagonista do filme. O ator indiano Irrfan Khan também entrou na produção no papel do bilionário proprietário do novo parque.
Em 18 de março, o diretor Trevorrow, em entrevista ao IGN, confirmou que o único ator dos filmes anteriores que estaria retornando, era B.D. Wong (no papel do Dr. Henry Wu). Três dias depois, foi confirmado que o ator francês Omar Sy havia entrado no elenco do longa. Cinco dias depois, foi também confirmado que o ator Jake Johnson (que trabalhou com o diretor Colin Trevorrow em Sem Segurança Nenhuma) faria parte do elenco de Jurassic World. Em 3 de abril, foram anunciados os nomes de Judy Greer, Katie McGrath e Lauren Lapkus para se juntarem ao elenco do longa. Em maio, mais dois atores foram confimados: o japonês Brian Tee e o norte-americano Andy Buckley. No mesmo dia, foi anunciado oficialmente que a Legendary Pictures seria uma das produtoras e financiadoras do filme, em parceria com a Universal.

### Filmagens
As filmagens de Jurassic World começaram oficialmente, em 14 de abril de 2014, na cidade de Oahu, no Havaí. Em entrevista concedida à Empire Magazine, o diretor Trevorrow confirmou que as filmagens do longa usariam animatrônicos criados pela Legacy Effects (antiga Stan Winston Studios), assim como nos filmes anteriores. Em 2 de junho, as filmagens se iniciaram no parque abandonado Six Flags, em Nova Orleans, permanecendo no local por cerca de onze semanas. No fim do mesmo mês, ocorreram filmagens no aeroporto da cidade, com as presenças de Nick Robinson, Ty Simpkins, e Judy Greer.

### Diferenças nos dinossauros
Segundo Rodrigo Santucci, Professor de Paleontologia da Universidade de Coimbra, na verdade a posição da narina dos Saurópodes sofreu uma retração, ficando mais perto dos olhos, e não na ponta como mostra o filme. O crânio do Velociraptor é gigantesco em Jurassic World, mas na realidade era pequeno e os paleontologistas sabem que os raptores possuiam penas, mas Colin Trevorrow disse que nenhum dinossauro do filme teria penas. Alexander Kellner, Pesquisador do Museu Nacional da UFRJ e integrante da Academia Brasileira de Ciências ressalta que no filme, aviário é o nome que se dá ao lugar onde ficam os Pterossauros, mas segundo Kellner pterossauros não eram aves e sim répteis voadores. Alguns pterossauros estão fora de proporção, e, no mundo real, mesmo os maiores não teriam condições de erguer uma pessoa. Aliás, jamais atacariam uma pessoa, pois se alimentavam de peixes ou pequenas presas. No caso dos Mosassauros, lagartos marinhos que chegaram a ser enormes predadores no final do cretáceo. Media entre 15 a 17 metros, caso do Tilossauro o maior que teria existido. No filme, eles parecem ter pelo menos 30 metros. O próprio filme traz uma explicação para os erros vistos, no filme, o personagem Dr. Henry Wu (interpretado por BD Wong) diz a Simon Masrani (interpretado por Irrfan Khan), que se os cientistas não tivessem incluído DNA de vários outros animais para recriar os dinossauros, estes "seriam muito diferentes". Wu, em seguida, lembra Masrani que ele pediu dinossauros "mais legais", ao invés dos que seriam cientificamente precisos.

### Trilha sonora
O compositor Michael Giacchino, conhecido por seus trabalhos em Lost e Star Trek, ficará com o cargo responsável pela trilha sonora do filme, incorporando também temas dos filmes anteriores desenvolvidos por John Williams.

## Marketing
No dia 7 de novembro de 2014, foi lançado um site de Jurassic World com uma contagem regressiva que duraria 10 dias, e que seria o prazo para o lançamento do primeiro trailer oficial do longa.[carece de fontes?] Porém, dois dias antes, a Universal resolveu antecipar o lançamento, e o trailer foi liberado na tarde do dia 25 de novembro.[carece de fontes?] Dois sites virais — da empresa fictícia do filme Masrani Global Corporation e do parque temático Jurassic World — foram lançados ao final da contagem regressiva do site, em 27 de novembro. No Super Bowl XLIX, foi exibido um comercial de Jurassic World, em 1 de fevereiro de 2015. Em 29 de março de 2015, o segundo comercial de TV do filme foi ao ar na AMC durante a exibição da season finale da série The Walking Dead.[carece de fontes?]
Em maio de 2015, a Lego iniciará o lançamento de sets de brinquedos baseados no filme, coincidindo com o lançamento nos cinemas. A empresa também lançará um jogo eletrônico intitulado Lego Jurassic World, no dia 30 de junho de 2015. A Hasbro também produzirá brinquedos para o filme.

## Recepção

### Bilheteria
Jurassic World arrecadou US$ 652 milhões nos Estados Unidos e Canadá e US$ 1,01 bilhão internacionalmente para um total global de US$ 1,67 bilhão, sendo a sexta maior bilheteria da história do cinema, a segunda maior bilheteria de 2015 e a maior bilheteria da franquia Jurassic Park.
Em seu primeiro final de semana arrecadou US$2 08,8 milhões (ultrapassando os US$ 207,4 milhões de Os Vingadores) nos EUA e Canadá e US$ 315,6 milhões internacionalmente (ultrapassando os US$ 314 milhões de Harry Potter e as Relíquias da Morte - Parte 2), com um arrecadamento mundial de US$ 524,4 milhões (ultrapassando os US$ 483,2 milhões de Harry Potter e as Relíquias da Morte - Parte 2).
Após 13 dias de exibição, o filme atingiu a marca de US$ 1 bilhão arrecadados em bilheteria, sendo o 22º filme a conseguir tal feito e o mais rápido a atingir a marca, até que foi ultrapassado em dezembro por Star Wars: O Despertar da Força, que conseguiu tal feito em 12 dias. Ao ultrapassar a marca de US$ 1 bilhão em quatorze dias, tornando-se o filme mais rápido na época a atingir esse marco, superando Furious 7. O Deadline Hollywood calculou o lucro líquido do filme em US$ 474 milhões, contabilizando orçamentos de produção, marketing, participações de talentos e outros custos; as receitas de bilheteria e de mídia doméstica o colocaram em terceiro lugar na lista dos "Sucessos de bilheteria mais valiosos" de 2015.

### Crítica
No site agregador de críticas Rotten Tomatoes, Jurassic World tem um índice de aprovação de 71% (baseado em 360 resenhas e uma nota média de 6,70 (de 10). O seu consenso crítico diz: "Jurassic World não consegue igualar o original em termos de inventividade e impacto, mas funciona por si só como um thriller pipoca divertido – e visualmente deslumbrante". No site Metacritic, o filme tem uma pontuação de 59 de 100 com base em 49 críticos, indicando "críticas mistas ou médias". O público pesquisado pelo site CinemaScore deu ao filme uma nota média de "A", em uma escala de A+ a F.

## Sequência
Em entrevista anterior ao lançamento de Jurassic World, o diretor Trevorrow declarou: "Nós queremos criar uma coisa que seja um pouco menos arbitrária e episódica e algo que possa, potencialmente, culminar em um arco para uma série, que seria uma história completa." Em março de 2015, após a bilheteria astronômica do quarto filme da franquia, tornando-o o quarto mais rentável da história, foi relatado que a sequência de Jurassic World já se encontrava em desenvolvimento e posteriormente seu lançamento foi confirmado para 7 de junho de 2018 no Reino Unido e duas semanas depois nos Estados Unidos. No comunicado oficial, a Universal Pictures ainda confirmou os retornos do produtor executivo Steven Spielberg, dos astros Chris Pratt e Bryce Dallas Howard, e do produtor Frank Marshall. Além disso, o diretor de Jurassic World Colin Trevorrow desta vez auxilia Spielberg como produtor executivo, e também escreve o roteiro junto com Derek Connolly. Juan Antonio Bayona vai dirigir o quinto filme da franquia.